# 谢庭藩
谢庭藩（1935年—），男，江西玉山人，中国数学家，浙江大学教授，曾任中国数学会理事，中国运筹学会理事。